# انجمن اروپا در حقوق
انجمن اروپا در حقوق (به ارمنی:Իրավունքի Եվրոպա ասոցիացիան) یک سازمان غیردولتی حقوق بشر در ارمنستان است. این سازمان در سال ۲۰۱۱ تأسیس شده و دفتر مرکزی آن در ایروان قرار دارد.

## تاریخچه و اهداف
انجمن اروپا در حقوق در ۳۱ ژانویه ۲۰۱۱ تأسیس شد. انجمن اروپا در حقوق به دنبال تقویت اصول اساسی ارزش‌های اروپایی همچون آزادی، حقوق بشر، حاکمیت قانون، دموکراسی و آزادی‌های بنیادین در ارمنستان است. این انجمن از گسترش این ارزش‌ها در میان نهادهای دولتی، ادارات محلی و در جامعه مدنی در سراسر کشور حمایت می‌کند. لوسینه هاکوبیان رئیس کنونی انجمن اروپا در حقوق است.

## فعالیت‌ها
در سال ۲۰۱۷، انجمن اروپا در حقوق از نظارت بر انتخابات در انتخابات پارلمانی و انتخابات شورای شهر ایروان حمایت کرد.
انجمن اروپا در حقوق از اهداف انقلاب ارمنستان ۲۰۱۸ حمایت کرده و خواستار حذف فساد و تقویت دموکراسی ارمنستان و سیستم قضائی این کشور شد.
در نوامبر ۲۰۱۹، انجمن اروپا در حقوق حمایت خود را از تصویب کنوانسیون استانبول اعلام کرد. هاکوبیان گفت: «انتقاد کنندگان سرسخت کنوانسیون استانبول نمایندگان رژیم سابق و حامیان آن‌ها هستند. آن‌ها هر قدمی که مقامات کنونی بردارند را پایان دنیا و نابودی ملت و دولت اعلام می‌کنند و با این کار اطلاعات غلط را منتشر می‌کنند، از جمله دربارهٔ ماهیت و فرایند تصویب این کنوانسیون.»
در مارس ۲۰۲۲، یک نشست برگزار شد تا در مورد تهاجم روسیه به اوکراین و چگونگی کمک اتحادیه اروپا به ارمنستان، گرجستان و مولداوی برای حفظ دموکراسی‌های خود و محافظت در برابر نفوذ روسیه بحث شود.
در سپتامبر ۲۰۲۲، انجمن اروپا در حقوق در پلتفرم جامعه مدنی اتحادیه اروپا-ارمنستان شرکت کرد. اعضا قطعنامه‌ای را تصویب کردند که از روابط و همکاری‌های نزدیک‌تر ارمنستان با اتحادیه اروپا حمایت می‌کند، از برگزاری انتخابات آزاد و عادلانه، افزایش پاسخگویی و شفافیت دولت، اجرای کنوانسیون‌های سازمان بین‌المللی کار، حمایت از رسانه‌های آزاد و مقابله با تبلیغات خصمانه علیه اتحادیه اروپا و ارزش‌های اروپایی، و همچنین حمایت از یک راه‌حل صلح‌آمیز برای مناقشه قره‌باغ کوهستانی و دستیابی به صلح پایدار در منطقه قفقاز جنوبی حمایت می‌کند.
در ۲۱ فوریه ۲۰۲۳، انجمن اروپا در حقوق و نمایندگان شورای اروپا کنفرانسی در حمایت از اصلاحات قضائی در ارمنستان برگزار کردند. لوسینه هاکوبیان امید خود را برای ترویج استقلال قضائی و افزایش کارایی روندهای قانونی ابراز کرد. هاکوبیان خواستار همکاری نزدیک‌تر با شورای اروپا برای حمایت از اصلاحات و اجرای نظرات کمیسیون ونزی شد.
در ۳ مارس ۲۰۲۳، جلسه‌ای میان پلتفرم جامعه مدنی اتحادیه اروپا-ارمنستان و نمایندگان دولت ارمنستان در ایروان برگزار شد. لوسینه هاکوبیان به عنوان رئیس مشترک نامزد شد. هاکوبیان بر اهمیت اجرای توافق جامع و تقویت‌شده مشارکت ارمنستان-اتحادیه اروپا (CEPA) تأکید کرد. اعضای کنفدراسیون اتحادیه‌های کارگری ارمنستان و هیئت نمایندگی اتحادیه اروپا در ارمنستان، از جمله سفیر اتحادیه اروپا در ارمنستان، آندره ویکتورین در این رویداد شرکت کردند. هاکوبیان همچنین با معاون نخست‌وزیر ارمنستان مهر گریگوریان دیداری داشت. طرفین در مورد اهمیت جامعه مدنی و مشارکت عموم مردم در اجرای توافق‌ها بحث کردند.
در مارس ۲۰۲۳، دیوان عالی قانون اساسی ارمنستان اعلام کرد که پیمان رم با قانون اساسی ارمنستان مغایرت ندارد. انجمن اروپا در حقوق بیانیه‌ای صادر کرد که از مجلس ملی ارمنستان برای تصویب پیمان رم حمایت می‌کند که به ارمنستان این امکان را می‌دهد تا به دیوان بین‌المللی کیفری بپیوندد.
در مه ۲۰۲۳، انجمن اروپا در حقوق در کنفرانس ائتلاف ضد فساد با مشارکت انجمن وکلای ارمنستان، شورای سیاست ضد فساد، اتحادیه صنعتگران و بازرگانان ارمنستان و فروم جامعه مدنی شراکت شرقی، پلتفرم ملی ارمنستان شرکت کرد. وزیر پیشین دادگستری، کارن کاراپتیان، این ابتکار را نیکو دانست و از ضرورت مبارزه با فساد سیستماتیک در دولت حمایت کرد.